# Simonetta Greggio
Simonetta Greggio (Rubano, 21 aprile 1961) è una scrittrice italiana che scrive in lingua francese.

## Biografia
Nata a Rubano nel 1961, a 25 anni ha lasciato la Facoltà di Lettere dell'Università degli Studi di Padova e si è trasferita a Parigi.
Ha iniziato il suo apprendistato come traduttrice (La vita provvisoria di Brigitte Lozerec'h nel 1984) e giornalista presso quotidiani come Le Figaro e riviste come Marie Claire.
È autrice di alcune guide turistice e gastronomiche e di una decina di romanzi che spaziano dal thriller (Black Messie) al sentimentale (Stelle di Provenza) passando per l'analisi sociopolitica italiana (Dolce vita, 1959-1979).
Nel 2010 ha vinto l'ottava edizione del Prix Madeleine Zepter.

## Opere principali

### Romanzi
- 2005: La dolcezza degli uomini (La douceur des hommes), Milano, Corbaccio, 2006 traduzione di Luciana Pugliese ISBN 88-7972-766-4
- 2006: Stelle di Provenza (Étoiles), Milano, Corbaccio, 2009 traduzione di Lucia Corradini Caspani ISBN 978-88-7972-889-8
- 2007: Passo dell'angelo (Col de l'Ange), Milano, Corbaccio, 2008 traduzione di Luisa Azzolini ISBN 978-88-7972-917-8
- 2008: A mani nude (Les mains nues), Milano, Corbaccio, 2010 traduzione di Lucia Corradini Caspani ISBN 978-88-6380-047-0
- 2010: Dolce vita, 1959-1979 (Dolce Vita), Costabissara, Colla, 2011 traduzione di Nicoletta Pacetti e dell'autrice ISBN 978-88-89527-68-9
- 2011: L'Odeur du figuier
- 2012: L’homme qui aimait ma femme
- 2013: Nina scritto con Frédéric Lenoir
- 2014: Les Nouveaux Monstres 1978-2014
- 2015: Femmes de rêve, bananes et framboises
- 2016: Black Messie

### Saggi
- 2001: La Côte d'Azur des jardins
- 2005: Cuisine bio, avec Bonneterre
- 2006: Saveurs d'Italie – 40 recettes et astuces

### Curatele
- 1987: Locande e alberghi di sogno in Italia, Firenze, Passigli ISBN 88-368-0124-2
- 1987: Parigi: alberghi di sogno a Parigi e dintorni, Firenze, Passigli ISBN 88-368-0123-4